# Rachunek oszczędnościowo-rozliczeniowy

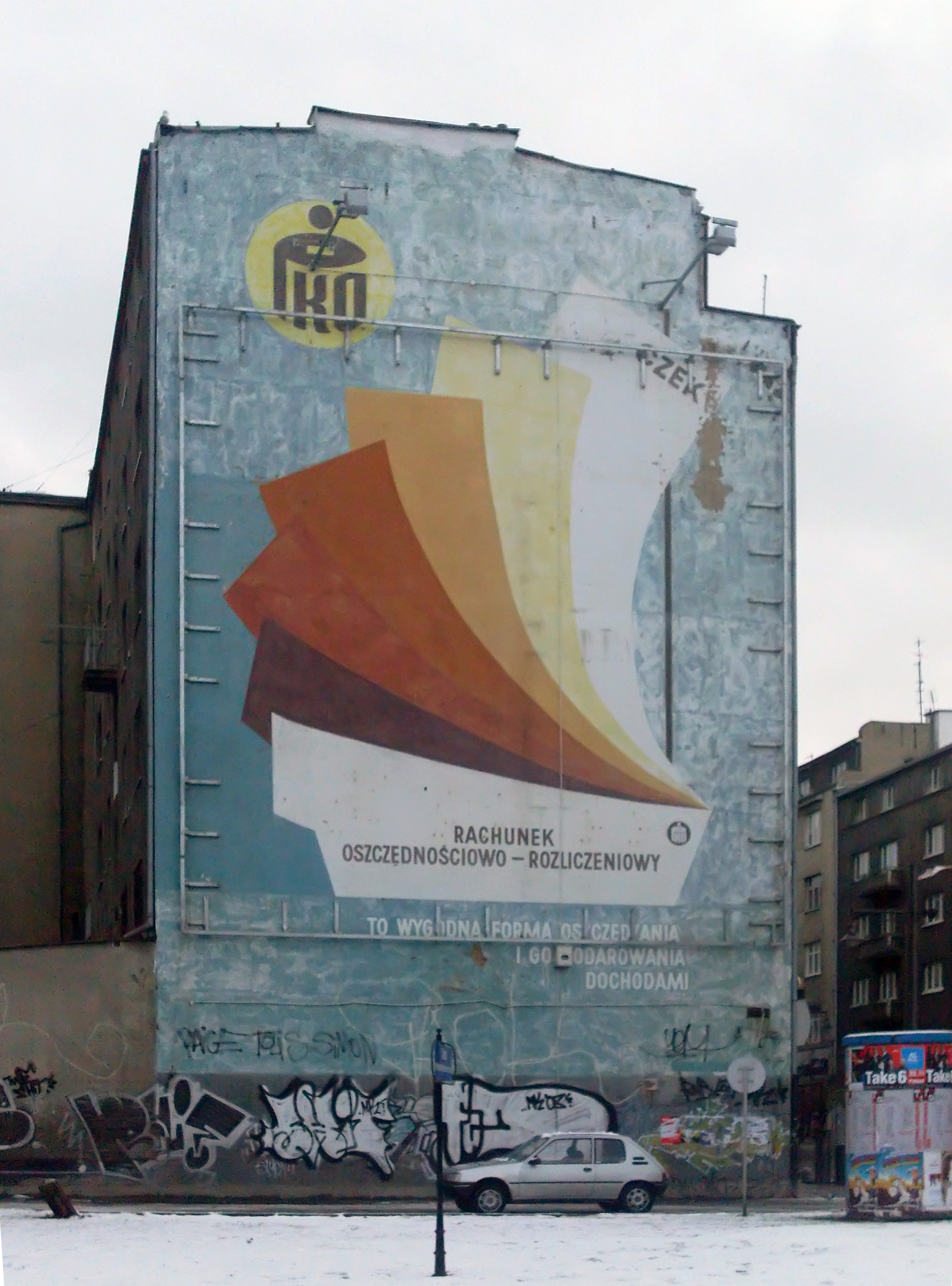
Reklama rachunku oszczędnościowo-rozliczeniowego banku PKO BP na muralu w Gdyni

Rachunek oszczędnościowo-rozliczeniowy (ROR) – rodzaj rachunku bankowego, przeznaczonego dla osób fizycznych.
Rachunki oszczędnościowo-rozliczeniowe, popularnie zwane „kontami osobistymi” lub „rachunkami osobistymi”, są podstawowym produktem bankowym, wykorzystywanym do gromadzenia środków finansowych i przeprowadzania rozliczeń pieniężnych. ROR prowadzone są przez banki na podstawie umowy o prowadzenie rachunku.
Nie ma prawnych ograniczeń co do liczby rachunków oszczędnościowo-rozliczeniowych, jakie może posiadać jeden właściciel. ROR może być prowadzony na rzecz każdej osoby posiadającej zdolność prawną (w przypadku braku zdolności do czynności prawnych posiadacza rachunku umowę zawiera jego przedstawiciel ustawowy), aczkolwiek minimalny wiek potrzebny do samodzielnego dysponowania rachunkiem to 13 lat (ograniczona zdolność do czynności prawnych).
Rachunek oszczędnościowo-rozliczeniowy jest rachunkiem a vista (zgromadzone środki są dostępne na każde żądanie właściciela, nie ma ograniczeń we wpłacaniu i wypłacaniu środków). Środki zgromadzone na rachunku niekiedy są oprocentowane (najczęściej jest to najniższe oprocentowanie ze wszystkich oferowanych przez bank form lokowania pieniędzy).